# هانس منگل
هانس منگل (انگلیسی: Hans Mengel; ۶ فوریهٔ ۱۹۱۷ – ۱ ژانویهٔ ۱۹۴۳) بازیکن فوتبال اهل رایش آلمان بود.
از باشگاه‌هایی که در آن بازی کرده‌است می‌توان به اشاره کرد.
وی همچنین در تیم ملی فوتبال آلمان بازی کرده‌است.